# Pronephrium bakeri
Pronephrium bakeri är en kärrbräkenväxtart som först beskrevs av Harr., och fick sitt nu gällande namn av Holtt. Pronephrium bakeri ingår i släktet Pronephrium och familjen Thelypteridaceae. Inga underarter finns listade.